# Тестачо (Терни)
Тестачо је насеље у Италији у округу Терни, региону Умбрија.
Према процени из 2011. године у насељу је живело 562 становника. Насеље се налази на надморској висини од 250 m.